# Es'kia Mphahlele
 (août 2019).
Si vous disposez d'ouvrages ou d'articles de référence ou si vous connaissez des sites web de qualité traitant du thème abordé ici, merci de compléter l'article en donnant les références utiles à sa vérifiabilité et en les liant à la section « Notes et références ».
Es'kia Mphahlele (Pretoria, 1919 - Lebowakgomo (en), 2008) est un écrivain, éducateur, artiste et activiste sud-africain connu comme étant le père de l'humanisme africain et l'une des figures fondatrices de la littérature africaine moderne.
Né Ezekiel Mphahlele, il change de prénom en 1977 pour Es'kia. 
En tant qu'écrivain, il a puisé dans ses propres expériences en Afrique du Sud comme en dehors pour produire ses nouvelles, fictions, autobiographies et ouvrages d'histoire, et développer le concept d'humanisme africain. Il a évoqué l'expérience des Noirs sous l'apartheid dans Down Second Avenue (1959) et a relaté sa lutte pour l'éducation et les échecs de sa carrière d'enseignant,.
Mphahlele a écrit deux autobiographies, plus de trente nouvelles, deux pièces de théâtre et plusieurs poèmes. Il est considéré comme le « doyen des lettres africaines ».
Il a reçu de nombreux prix internationaux. En 1969, il est nommé pour le prix Nobel de littérature et en 1984, le gouvernement français lui décerne l'ordre des Palmes académiques pour sa contribution à la langue et à la culture françaises. Il a reçu le prix Crystal du Forum économique mondial 1998 pour services exceptionnels rendus aux arts et à l'éducation. En 1998, l'ancien président Nelson Mandela a décerné à Mphahlele l'ordre de la Croix du Sud, la plus haute distinction accordée par le gouvernement sud-africain (l'équivalent aujourd'hui de l'ordre de Mapungubwe).

## Biographie

### Jeunesse et études
Eskia Mphahlele naît à Marabastad, un quartier de Pretoria, dans l'Union d'Afrique du Sud, en 1919. Dès l'âge de cinq ans, il part vivre avec sa grand-mère paternelle dans le village de Maupaneng, dans la province de Limpopo, où il élève du bétail et des chèvres. Par la suite, sa mère, Eva, l'emmène vivre avec elle à Marabastad avec ses deux frères et sœurs, à l'âge de 12 ans.
À l'âge de 15 ans, Mphahlele s'inscrit à l'école secondaire St Peters, à Rosettenville (en), dans la banlieue de Johannesbourg. Il termine ses études secondaires par des études privées, qu'il poursuit jusqu'à son doctorat. Il obtient un « First Class Pass » et reçoit son certificat de commission d'inscription commune de l'université d'Afrique du Sud en 1943. Pendant qu'il enseigne à l'Orlando High School, Mphahlele obtient son BA en 1949 de l'université d'Afrique du Sud avec une spécialisation en anglais, en psychologie et en administration africaine. En 1949, il reçoit son baccalauréat spécialisé en anglais de la même institution. Tout en travaillant pour le magazine Drum (en), Mphahlele entre dans l’histoire en devenant le premier diplômé de maîtrise d'anglais avec distinction à l'université d'Afrique du Sud en 1957, avec la thèse Le personnage non européen dans la fiction anglaise sud-africaine (The Non-European Character in South African English Fiction).
De 1966 à 1968, sous le parrainage de la fondation Farfield, Mphahlele devient professeur associé au Département d’anglais de l’université de Denver, au Colorado, où il obtient son doctorat en écriture créative. Au lieu d'une thèse, il écrit un roman intitulé The Wanderers. Il reçoit le premier prix du meilleur roman africain (1968-1969) de la revue African Arts de l'université de Californie à Los Angeles.

### Carrière de professeur
Mphahlele obtient son brevet d'enseignement à l'Adams College (en) en 1940. Il travaille à l'Institut Ezenzeleni Blind en tant qu'enseignant et dactylographe, de 1941 à 1945. Es'kia et sa famille déménagent à Orlando East, près de l'historique lycée d'Orlando, à Soweto. Il rejoint l’école en 1945 en tant que professeur d’anglais et d’afrikaans. En compagnie de nombreux jeunes enseignants, il devient actif au sein de la Transvaal African Teachers Association (TATA). La Commission Eislen sur l'éducation autochtone de 1949, inspirée par le docteur Hendrik Verwoerd, récemment élu ministre des Affaires autochtones du Parti national, avait recommandé un système d'éducation totalement nouveau pour les Africains. TATA, avec d'autres organisations d'enseignants du Cap, l'État libre et le Natal, a pris les mesures qui s'imposaient pour s'y opposer. Pour sa participation à cette agitation, Mphahlele, Isaac Matlare et Zephania Mothopeng (en) ont été démis de leurs fonctions en décembre 1952.
À la suite de sa protestation contre l'introduction du Bantu Education Act, 1953 (en) (loi sur l'éducation des Bantous), le gouvernement de l'apartheid lui interdit d'enseigner en Afrique du Sud[réf. nécessaire].

### Vie en exil
Mphahlele quitte l'Afrique du Sud et s'exile au Nigéria. Il y enseigne dans un lycée pendant 15 mois, puis à l'université d'Ibadan, dans le cadre de leur programme de vulgarisation. Il travaille également au CMS Grammar School, à Lagos puis au département d'études extra-murales de l'université d'Ibadan, se rendant dans divers districts périphériques pour enseigner aux adultes. Basé à Paris, il devient conférencier invité au Massachusetts Institute of Technology. Il enseigne également en Suède, en France, au Danemark, en Finlande, en Allemagne, en Sierra Leone, au Ghana, au Sénégal et au Nigéria. Mphahlele croit que l'éducation alternative peut ouvrir la voie à un système éducatif transformateur et humain pour tous.

#### Nigeria (1957–1961)
Mphahlele vit quatre ans au Nigeria avec sa famille. Il écrit : « Ce fut une expérience fructueuse. Le peuple nigérian était généreux. La condition d'être un étranger n'était pas pesante. J'ai eu le temps d'écrire et de m'engager dans les arts. » Il travaille avec les meilleurs auteurs et artistes nigérians : le dramaturge, poète et romancier Wole Soyinka ; les poètes Gabriel Okara et Mabel Segun ; le romancier Amos Tutuola ; le sculpteur Ben Enwonwu ; et les peintres Demas Nwoko (en) et Uche Okeke, notamment. Ses visites au Ghana deviennent fréquentes car chaque voyage agrandit son réseau. L'université du Ghana l'invite à animer des ateliers d'écriture extra-muros. Il y rencontre Kofi Awoonor (alors George Awoonor Williams), la dramaturge Efua Sutherland, le poète Frank Kobina Parkes (en), le musicologue Joseph Hanson Kwabena Nketia, l'historien J. B. Danquah, le poète Geormbeeyi Adali-Mortty (en) et le sculpteur Vincent Kofi.
En décembre 1958, Mphahlele assiste à la première Conférence des peuples panafricains (en) organisée par Kwame Nkrumah à Accra, au Ghana. « Le Ghana est le seul pays africain à avoir été libéré du colonialisme européen qui a balayé le continent au XIXe siècle. La plupart des pays représentés à Accra étaient encore des colonies. » Mphahlele se souvient de sa rencontre avec Patrick Duncan (en) et Jordan Ngubane, qui représentaient le point de vue libéral sud-africain. C’est lors de cette conférence que Mphahlele rencontre Kenneth Kaunda et écoute Frantz Fanon prononcer un discours enflammé contre le colonialisme. Rebecca, son épouse, retourne en Afrique du Sud vers la fin 1959 pour donner naissance à leur dernier-né, Chabi. Ils reviennent en février 1960 ; ils se trouvent au Nigéria quand a lieu le massacre de Sharpeville, un mois plus tard. Mphahlele déclare : « Oui, le Nigeria et le Ghana m'ont rendu l'Afrique. Nous venions de célébrer l'indépendance du Ghana et nous étions à trois ans de celle du Nigeria. »

#### France (1961-1963)
Mphahlele déménage avec sa famille en France en août 1961. Il est nommé directeur du programme africain du Congrès pour la liberté de la culture et se rend à Paris, où il s'installe sur le boulevard du Montparnasse, à quelques rues des brasseries Le Select et La Coupole. Leur appartement devient alors rapidement une sorte de carrefour d'écrivains et d'artistes : l'artiste éthiopien Skunder Boghossian ; Wole Soyinka ; le poète gambien Lenrie Peters (en) ; le poète sud-africain en exil Mazisi Kunene ; le poète ghanéen et son ami J. P. Clark (en) ; et Gerard Sekoto. C'est lors de son séjour en France que Mphahlele est invité par Ulli Beier et d'autres écrivains nigérians à participer à la création du Mbari Club des écrivains et artistes à Ibadan. Ils recueillent des fonds auprès de la Fondation Merrill à New York pour financer Mbari Publications, une entreprise créée par le club. Les œuvres de Wole Soyinka, Lenrie Peters et d'autres ont d'abord été publiées par celle-ci, avant de trouver le chemin des maisons commerciales. Il édite et collabore à la revue Black Orpheus, journal littéraire basé à Ibadan. Il effectue des tournées et travaille dans les principales villes africaines, notamment Kampala, Brazzaville, Yaoundé, Accra, Abidjan, Freetown et Dakar. Il a également participé à des séminaires en Suède, au Danemark, en Finlande, en Allemagne de l'Ouest, en Italie et aux États-Unis.
Es'kia Mphahlele crée ensuite un Mbari Center à Enugu, au Nigéria, sous la direction de John Enekwe. En 1962, ils organisent à l'université Makerere de Kampala (Ouganda) la première Conférence des écrivains africains (en), à laquelle assistent également leurs compatriotes sud-africains, Bob Leshoai, en tournée, et Neville Rubin, qui publie un journal de commentaires politiques en Afrique du Sud. Deux conférences, l'une à Dakar et l'autre à Freetown sont organisés en 1963. Leur objectif est de débattre de la place de la littérature africaine dans les programmes universitaires : ils souhaitent en effet soutenir son intégration en tant que domaine d'étude important dans le cadre universitaire, alors qu'elle est traditionnellement transférée dans des départements extra-muros et des instituts d'études africaines spécialisés. Mphahlele n'avait prévu de rester à Paris que deux ans, après quoi il retournerait à l'enseignement ; ces expériences le rendent désireux de retourner en classe.

#### Kenya (1963–1966)
John Hunt, directeur exécutif du Congrès pour la liberté de la culture, a suggéré que Mphahlele établisse à Nairobi un centre comme le Mbari Center du Nigeria. Mphahlele arrive ainsi à Nairobi en août 1963, tandis que le mois de décembre de cette même année, le pays prend son indépendance du Royaume-Uni. Quand Rebecca et ses enfants arrivent, Mphahlele a déjà acheté une maison, après avoir été hébergé par le peintre tanzanien Elimo Njau. Ce dernier suggère un nom qui plait à tout le monde, pour le centre culturel : Chemchemi, Kiswahili pour « fontaine ». En quelques mois, ils transforment un entrepôt en bureaux, avec un petit auditorium pour le théâtre expérimental et des concerts intimes, et une galerie d'art. Njau dirige la galerie d'art sur une base volontaire. Il monte avec succès des expositions d'artistes ougandais, tels que Kyeyune et Msango, et de son propre travail. « Mon âme était dans le travail. J'étais responsable de l'écriture et du théâtre. »
Leurs participants viennent des townships et autres lieux hérités de l'époque coloniale. Mphahlele se rend dans des quartiers où il est invité à organiser des ateliers d'écriture dans des écoles, accompagné par le groupe de théâtre du centre. Leur voyage a été bien documenté dans Busara, édité par Ngugi wa Thiong'o et Zuka, édité par Kariara. Lorsque l'Alliance High School for Girls (juste à l'extérieur de Nairobi) lui demande d'écrire une pièce pour son festival annuel de théâtre à la place du Shakespeare traditionnel, Mphahlele adapte The Rain Came de Grace Ogot, une nouvelle, et appelle la pièce Oganda’s Journey. « L'élément le plus enchanteur de la pièce était l'utilisation d'idiomes musicaux traditionnels appartenant à divers groupes ethniques du Kenya. Une performance rafraîchissante, qui exploite le jeu naturel et non instruit de la jeune fille », a-t-il déclaré. Après deux ans à œuvrer ainsi dans les townships, Mphahlele refuse un poste de chargé de cours à l'University College of Nairobi, qui ne lui proposait qu'un contrat d'un an.

#### Colorado, États-Unis (1966–1974)
En mai 1966, Mphahlele et sa famille partent s'installer au Colorado (États-Unis), où il rejoint le département d'anglais de l'université de Denver. L'université accorde à Mphahlele une dispense de frais de scolarité pour le travail de cours qu'il doit effectuer avant de pouvoir être admis en doctorat. Il paye lui-même Afrikan Literature et Freshman Composition.

#### Philadelphie (1974–1977)
La famille Mphahlele arrive à Philadelphie en mai 1974 et achète une maison à Wayne, à quelque 24 kilomètres de la ville. Mphahlele est sur le point de commencer une carrière de chargé de cours à l'université de Pennsylvanie en septembre de la même année.
Mphahlele passe son temps à Philadelphie à enseigner, écrire et n'a de cesse de penser à rentrer chez lui en Afrique du Sud. Depuis leur séjour à Denver, Rebecca et lui souhaitent ardemment être de nouveau en Afrique, et toute autre chose que l'Afrique du Sud ne serait qu'une aventure. Ils aspirent à la communauté, un milieu culturel dans lequel leurs travaux pourraient être pertinents. Considérés comme des ressortissants britanniques, ils doivent s'adresser au gouvernement sud-africain par l'intermédiaire d'un seul responsable, le Dr CN Phatudi, alors ministre en chef de Lebowa, qui accepte de les représenter. Alors que leur demande est en cours de traitement, ce qui prend plus de cinq ans, ses livres sont toujours interdits en Afrique du Sud.

### Retour en Afrique du Sud
Mphahlele pose les pieds sur le sol sud-africain le 3 juillet 1976 à l'aéroport Jan-Smuts (aujourd'hui aéroport international OR Tambo). Il est invité par le Black Studies Institute de Johannesbourg à lire un article lors de sa conférence inaugurale. Il rappelle : « J'émergeais dans le hall quand un cri immense m'a surpris. Et ils étaient au-dessus de moi — une centaine d'Africains hurlant et se bousculant pour m'embrasser, m'embrasser. Parents, amis et presseurs de mes deux villes natales — Johannesbourg et Pretoria. J'ai été renvoyé ici et là et je n'aurais probablement pas remarqué si un bras ou des jambes m'étaient arrachés, ou si mon cou était en train d'être essoré. Quelle extase accablante, que de cette réunion. La police a dû venir et disperser la foule, qui  s’était emparée du hall. »
Mphahlele rentre à Philadelphie le 27 juillet 1976, après trois semaines stimulantes en Afrique du Sud. Lui et Rebecca écrivent lettre après lettre, aspirant à rentrer chez eux. Mphahlele pense qu'ils sont suffisamment armés pour contribuer à la construction de l'Afrique du Sud. Il est convaincu que les connaissances et l'expérience en matière de travail social et d'éducation acquises grâce à leurs qualifications peuvent être enrichissantes si elles font partie d'une matrice culturelle et favorisent l'extension de la culture, la croissance de la population.
La famille Mphahlele rentre officiellement en Afrique du Sud en 1977, le jour de l'anniversaire de Rebecca (le 17 août). « Quand je suis revenu, la situation était bien pire. Les gens résistaient à ce qui était devenu un gouvernement de plus en plus oppressant. Nous sommes revenus à une époque dangereuse. C'était un moment où nous savions que nous ne serions pas seuls et que nous serions parmi notre peuple. » Mphahlele attend six mois que l'Université du Nord de l'époque lui confirme l'obtention du poste de professeur d'anglais encore vacant, qu'il n'obtient finalement pas. Le service gouvernemental de Lebowa lui propose un poste d'inspecteur des écoles pour l'enseignement de l'anglais. Rebecca trouve un travail d'assistante sociale. Dans son autobiographie, Afrika My Music, il décrit comment se sont passés ces dix mois en tant qu'inspecteur : « J’ai eu l’occasion de parcourir le territoire de long en large, visitant des écoles et montrant différents aspects de l’enseignement de l’anglais. Je me suis aperçu des dégâts causés par l’éducation bantoue dans notre système scolaire au cours des vingt-cinq dernières années. Certains professeurs ne savaient même pas s’exprimer couramment ou correctement devant une classe, et d’autres orthographiaient mal des mots au tableau. »
En 1979, il rejoint l'université du Witwatersrand en tant que chercheur principal à l'Institut d'études africaines. Il fonde le Council for Black Education and Research, un projet indépendant d'éducation alternative impliquant de jeunes adultes. Il fonde également le département de Littérature africaine à l'université de Witwatersrand en 1983, un événement marquant dans l'évolution de l'enseignement de la littérature en Afrique du Sud à l'époque. Mphahlele devient le premier professeur noir de l'institution. Il est autorisé à honorer une invitation de l’Institut d’études de l’anglais en Afrique, de l’époque, de l’université Rhodes. C’est une bourse de recherche de deux mois où sa proposition de terminer son mémoire, Afrika My Music, qu’il avait commencée à Philadelphie, est acceptée.
Après avoir pris sa retraite de l'université du Witwatersrand en 1987, Mphahlele est nommé président exécutif du conseil d'administration du Funda Center for Community Education. Il continue à visiter d'autres universités en tant que professeur invité, enseignant principalement de la littérature africaine. Il passe deux mois à la Graduate School of Education de l'université Harvard pour enseigner un module sur l'enseignement secondaire en Afrique du Sud. Avec la fin de l'apartheid, Mphahlele devient un défenseur éloquent de la nécessité de nourrir les arts pour nourrir une culture traumatisée par la colonisation et l'oppression.
Le Es'kia Institute est créé pour honorer sa vie, ses enseignements et ses philosophies. Son retour chez lui et sa contribution au développement du développement littéraire du pays et du continent sont toujours célébrés sous de nombreuses formes, certaines villes ayant choisi de donner son nom à des rues significatives.

## Œuvre

### Carrière d'écrivain
Très jeune, il lit beaucoup et est profondément marqué par Don Quichotte de Miguel de Cervantes. Il développe également son imagination à travers les films muets des années 1930.
La publication en 1959 de son roman autobiographique, Down Second Avenue, suscite l'intérêt du monde pour Mphahlele en tant qu'écrivain et donne un puissant coup de projecteur sur la dynamique interne de l'Afrique du Sud alors qu'à cette époque, elle s'oriente progressivement vers une plus grande oppression raciale et un plus grand isolement mondial. Devenu un classique de la littérature africaine, ce roman a été traduit dans de nombreuses langues. Le deuxième roman de Mphahlele, The Wanderers, relatant l'expérience des exilés en Afrique, lui vaut une nomination pour le prix Nobel de littérature en 1969.
À Paris, il publie The Living and the Dead, en 1961. Six ans plus tard, en Afrique orientale, il a publié In Corner B. Le contenu des deux recueils de nouvelles est inclus dans The Unbroken Song (1986), qui contient également certains poèmes de Mphahlele.
Dans le cadre de sa thèse de maîtrise, il publie en 1962 The African Image, qui fournit une perspective historique de la littérature sud-africaine, à mettre en regard de la manière dont les écrivains européens ont souvent traité les sujets africains dans leurs textes. Il retravaille cet ouvrage et une deuxième édition est publiée en 1974. Pendant son doctorat, il produit The Wanderers, un roman d'exil présenté à l'origine comme thèse de doctorat en écriture créative.
En décembre 1978, le ministre de la Justice retire le nom de Mphahlele de la liste des écrivains pouvant être cités et interdit la circulation de ses dans le pays. Seules Down Second Avenue, Voices in the Whirlwind et Modern African Stories, qu'il avait co-éditées, pouvaient alors être lues en Afrique du Sud. Les autres publications sont restées interdites.
La première anthologie de ses écrits critiques a été publiée sous le titre ES'KIA en 2002, l'année de la fondation de l'Institut Es'kia, une organisation non gouvernementale à but non lucratif basée à Johannesbourg, qui contient de nombreuses archives sur la vie et l'œuvre de l'écrivain.

### Publications
- Man Must Live and Other Stories (Cape Town : African Bookman, 1947)
- Down Second Avenue (autobiographie ; Londres : Faber & Faber, 1959)
- The African Image (London : Faber & Faber, 1962) ; livre censuré en Afrique du Sud par la Loi sur la Sécurité interne de 1966
- A Guide to Creative Writing (pamphlet ; Nairobi : East African Literature Bureau, 1966)
- In Corner B & Other Stories (Nairobi : East African Publishing House, 1967) ; livre censuré en Afrique du Sud par la Loi sur la Sécurité interne de 1966
- The Wanderers (New York : Macmillan Co., 1971) ; livre censuré en Afrique du Sud par la Loi sur la Sécurité interne de 1966
- Voices in the Whirlwind and Other Essays (Londres : Macmillan, 1971) ; livre censuré en Afrique du Sud par la Loi sur la Sécurité interne de 1966
- Chirundu (Johannesbourg : Ravan Press, 1980)
- The Unbroken Song: Selected Writings (poèmes et nouvelles ; Johannesbourg : Ravan Press, 1981)
- Let's Write a Novel: A Guide (Cape Town : Maskew Miller, 1981)
- Afrika My Music (seconde autobiographie ; Johannesbourg : Ravan Press, 1984)
- Father Come Home (roman ; Johannesbourg : Ravan Press, 1984)
- Let's Talk Writing: Prose (guide à destination des écrivains ; Johannesbourg : Skotaville Publishers, 1987)
- Let's Talk Writing: Poetry (guide à destination des écrivains ; Johannesbourg : Skotaville Publishers, 1987)
- Renewal Time (nouvelles ; New York : Readers International, 1988)
- Es'kia (Johannesbourg : Kwela Books with Stainbank & Associates, 2001)
- Es'kia Continued (Johannesbourg : Stainbank & Associates, 2004)